# Cabañas (Valencia de Don Juan)
Cabañas es una localidad española del municipio de Valencia de Don Juan, perteneciente a la provincia de León, en la comunidad autónoma de Castilla y León. 

## Geografía
La localidad se ubica en la comarca de Esla-Campos. Está situada en la carretera  LE-7516  que une el centro de la localidad con el tramo de la  LE-512  que une Valencia de Don Juan y Fresno de la Vega.

## Historia
Hacia mediados del siglo XIX, el lugar, ya por entonces perteneciente a Valencia de Don Juan, tenía contabilizada una población de 56 habitantes. Aparece descrito en el quinto volumen del Diccionario geográfico-estadístico-histórico de España y sus posesiones de Ultramar de Pascual Madoz de la siguiente manera:

CABAÑAS: l. en la prov. de León (5 leg.), part. jud. y ayunt. de Valencia de D. Juan (1/2), dióc. de Oviedo (28), aud. terr. y c. g. de Valladolid (18): sit. en la vega que hay entre Fresno y Valencia de D. Juan; combátenlo los vientos del S. y SE. con especialidad; su clima no es saludable á causa de los muchos pantanos que se forman en el térm. Tiene 16 casas; igl. parr. (San Luis) servida por un cura y su escusador; el curato es de ingreso y patronato laical. Confina N. Fresno de la Vega; E. y S. Valencia de D. Juan, y O. el desp. de Villaonillos, á 1/2 leg. el mas dist. El terreno es llano, de buena calidad y le fertilizan las aguas del Esla, que en las grandes avenidas destruye sus campos y pone en eminente peligro á la pobl. Los caminos locales; recibe la correspondencia de la cap. del part. prod.: trigo, cebada, centeno, legumbres, vino y alguna fruta; cria toda clase de ganado, aunque en corto número; caza de perdices y codornices, y pesca de barbos, truchas y anguilas. comercio: esportacion de los cereales sobrantes é importacion de los art. que faltan. pobl.: 14 vec., 56 alm. contr.: con el ayunt.
(Madoz, 1846, p. 19)

## Demografía
| 2000 | 2001 | 2002 | 2003 | 2004 | 2005 | 2006 | 2007 | 2008 | 2009 | 2010 | 2011 | 2012 |
| 47   | 46   | 47   | 45   | 44   | 40   | 39   | 35   | 33   | 32   | 29   | 30   | 30   |